# ألفرد بوتير
ألفرد بوتير (بالإنجليزية: Alfred Potter)‏ (15 ديسمبر 1827 - 21 سبتمبر 1878) هو لاعب كريكت بريطاني (وحمل سابقاً جنسية المملكة المتحدة لبريطانيا العظمى وأيرلندا).